# Estación Unidad Deportiva
Unidad Deportiva es una de las estaciones del Sistema Integrado de Transporte MIO de la ciudad de Cali, inaugurado en el año 2008. Es la estación de parada más grande del sistema a la fecha, y una de las que más pasajeros mueve.

## Ubicación
Se encuentra ubicada en el sur occidente de la ciudad, cerca a la Unidad Deportiva Jaime Aparicio (de ahí el nombre) y al centro comercial Cosmocentro. Es además la estación más próxima al populoso sector de Siloé, por lo que es de gran afluencia de pasajeros.

## Características
La estación posee dos vías de acceso peatonal por el cruce de la Calle 5 con Carrera 52; a diferencia de la mayoría de estaciones no cuenta con vagones individuales de parada sino con seis bahías (tres a cada lado) para el arribo de los buses. Se conecta físicamente con la Terminal Intermedia Cañaveralejo por medio de un túnel subterráneo y cuenta con un espacio en la entrada llamado "Plazoleta de la Libertad" donde hay una escultura en homenaje a los diputados asesinados en cautiverio por las FARC.
Su pictograma es una nariguera tumbaga de la cultura Nariño. 

## Servicios de la estación

### Rutas expresas
| Ruta | Estación Origen                        | Estación Destino            | Sentido (N/S) |
| ---- | -------------------------------------- | --------------------------- | ------------- |
| E21  | Terminal Menga Av 3N Cl 70N            | Universidades Cra 100 Cl 16 | Ambos         |
| E27  | Terminal Menga Av 3N Cl 70N            | Capri Cl 5 Cra 78           | Ambos         |
| E37  | Terminal Paso del Comercio Cra 1 Cl 71 | Fin del recorrido           | Ambos         |

### Rutas troncales
| Ruta | Estación Origen                        | Estación Destino            | Sentido (N/S) |
| ---- | -------------------------------------- | --------------------------- | ------------- |
| T31  | Terminal Paso del Comercio Cra 1 Cl 71 | Universidades Cra 100 Cl 16 | Ambos         |
| T47  | Terminal Andrés Sanín Cl 75 Cra 19     | Fin del recorrido           | Ambos         |
| T51  | Terminal Aguablanca Cra 28D Tv 103     | Universidades Cra 100 Cl 16 | Ambos         |

### Rutas pretroncales
| Ruta | Origen                              | Trayecto                                                              | Destino                    |
| ---- | ----------------------------------- | --------------------------------------------------------------------- | -------------------------- |
| P47A | Terminal Andrés Sanín Cl 73 Cra 19  | Av. Ciudad de Cali - Cra 39 - Cl 5                                    | Fin del recorrido          |
| P47B | Terminal Andrés Sanín Cl 73 Cra 19  | Av. Simón Bolívar - Terminal Calipso - Cra 32 - Cl 27 - Cra 39 - Cl 5 | Fin del recorrido          |
| P62A | Terminal Simón Bolívar Cl 25 Cra 66 | Cra 66 - Cl 5 - Av 4N                                                 | Las Américas Av 3N Cl 23AN |

## Controversias

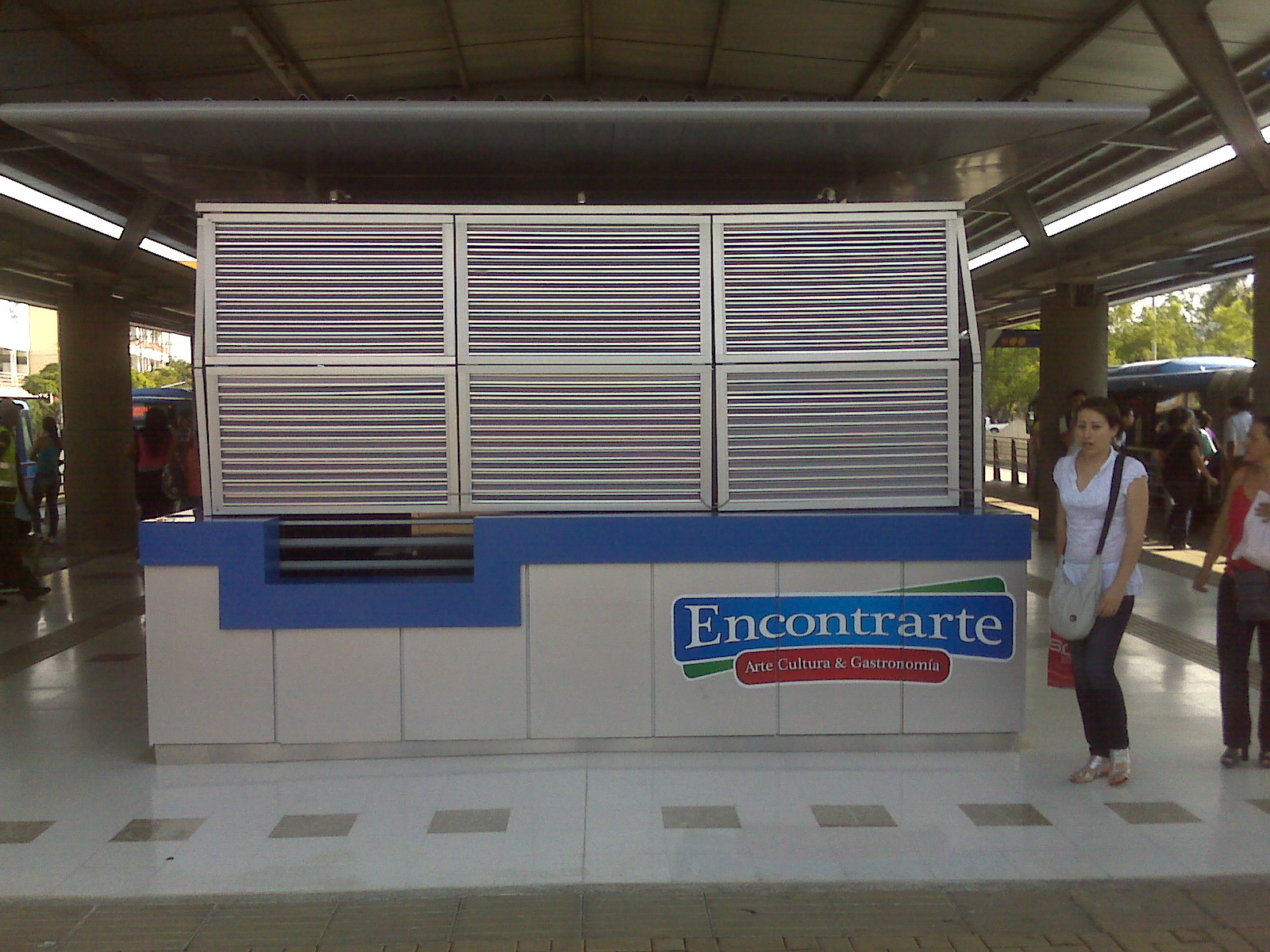
Puesto de comidas de la estación

La estación es crítica para el funcionamiento del sistema, por la gran cantidad de pasajeros que mueve; debido a esto, fue objeto de controversia porque el sistema empezó a operar cuando esta apenas se estaba construyendo, inaugurándose casi un año después.
También se ha criticado el mal diseño de la misma, debido a que inicialmente sólo contaba con un punto de acceso peatonal, y por las dimensiones de la misma estación las personas debían hacer largas caminatas para poder entrar a ella. Adicional a esto, el túnel subterráneo que conecta con la Terminal Intermedia Cañaveralejo es extremadamente largo, teniendo que hacer los pasajeros largas caminatas para pasar de un lugar a otro.
La controversia más aguda tuvo que ver con la instalación de un puesto de comidas en su interior. Inicialmente, entidades como el cuerpo de bomberos voluntarios manifestaron su preocupación por el uso de equipos de cocina a gas, lo que podría significar un alto riesgo para toda la población flotante. Adicional a esto, el reglamento del sistema prohíbe el consumo de alimentos dentro del mismo, lo que significó una flagrante contradicción por lo que Metrocali modificó a conveniencia del concesionario su propio reglamento para permitirle su funcionamiento.